# Apomecyna cavifrons
Apomecyna cavifrons är en skalbaggsart som beskrevs av Thomson 1868. Apomecyna cavifrons ingår i släktet Apomecyna och familjen långhorningar.
Artens utbredningsområde är Senegal. Inga underarter finns listade i Catalogue of Life.